# Michelangelo Ricci
Michelangelo Ricci (Roma, 30 de janeiro de 1619 — Roma, 12 de maio de 1682) foi um cardeal e matemático italiano.

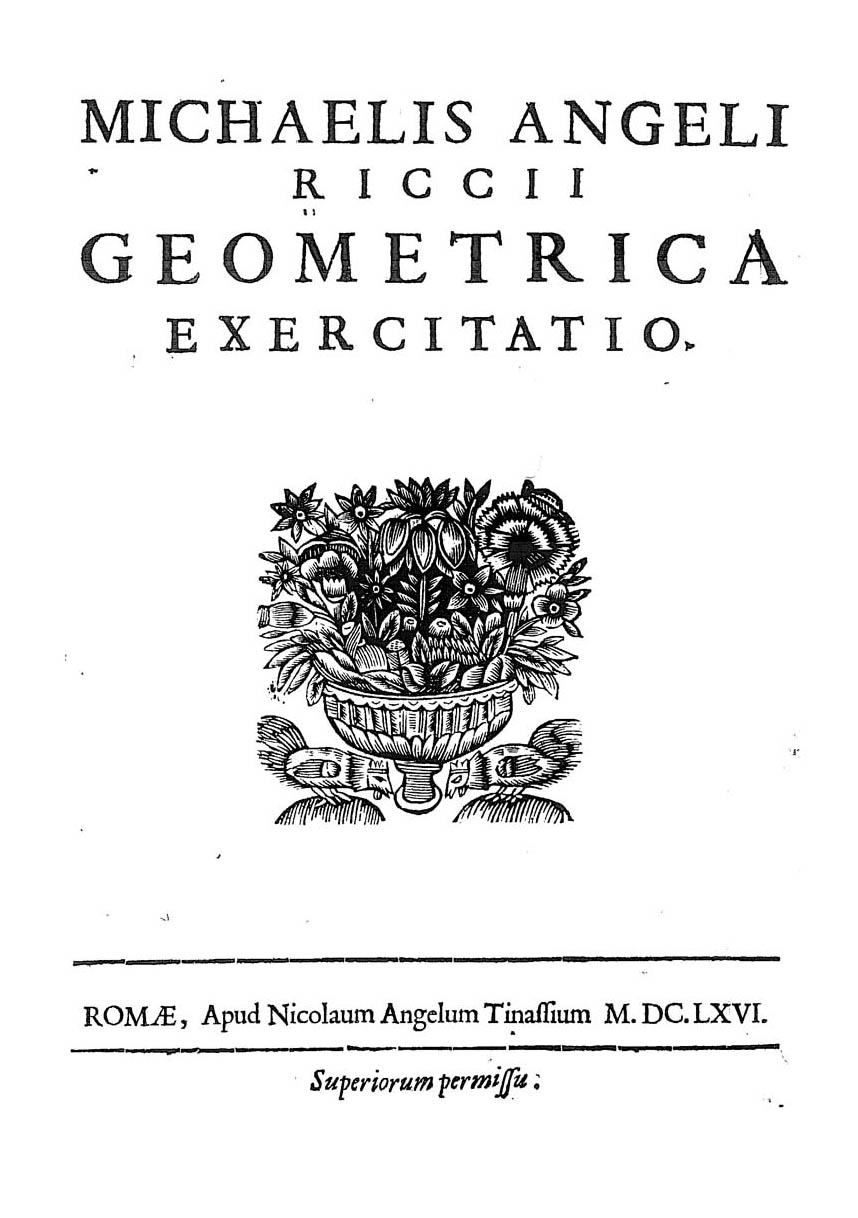
Geometrica exercitatio, 1666

## Biografia
Nasceu em Roma em 1619, numa família de classe baixa originária de Bérgamo: discípulo do matemático Benedetto Castelli, ele próprio aluno de Galileu Galilei, manteve sempre laços estreitos com o mundo científico do seu tempo; correspondeu-se com Evangelista Torricelli, Vincenzo Viviani e com o cardeal Leopoldo de Médici, fundador da Accademia del Cimento. Em 1666 publicou um Exercitatio Geometric de maximis et de minimis dedicado a Stefano Gradi, o de maximis et de minimis foi admirado pelos principais matemáticos da época. O grande escocês James Gregory (segundo em seu século – Turnbull dixit – depois apenas de Newton), que naqueles anos – de 1664 a 1666 – em Pádua acompanhou de perto o trabalho da escola italiana (Cavalieri, Degli Angeli, Viviani, Renaldini, etc.) nunca se cansou, em público e em privado, de elogiá-lo: aquelas duas folhas de papel valiam para ele um tratado inteiro. Tendo se tornado extremamente raro, Mercator correu para reimprimi-lo dois anos depois em Londres como um apêndice de sua Logarithmotechnia. Mas o exemplar da primeira edição já havia chegado às mãos de Newton. Na carta de 10 de dezembro de 1672 – a famosa Carta Tangente – a Collins, ele reconheceu com satisfação a identidade de seu próprio procedimento e do seu mestre Isaac Barrow com aquele praticado por alguns matemáticos estrangeiros. Ricci provavelmente era um deles. Alguns estudos geométricos posteriormente incluídos na Exercitatio foram publicados nas Cenas de Antonio Nardi.
Ele também foi teólogo e consultor de várias Congregações. Ele também foi o financiador do abade Francesco Nazzari na publicação da primeira revista literária italiana, a Giornale de' Letterati de 1668.
Embora ainda não tivesse recebido ordens menores (ele sofria de epilepsia desde o nascimento), o Papa Inocêncio XI o elevou à categoria de Cardeal-diácono do título de Santa Maria in Aquiro no consistório de 1º de setembro de 1681. Ele morreu alguns meses depois, em 12 de maio de 1682, aos 63 anos.